# Fábio Zanon
Fabio Zanon (Jundiaí, 6 de março de 1966) é um violonista, regente, escritor, comunicador e professor brasileiro.

## Biografia
Fabio Zanon  começou a estudar violão na sua cidade natal de Jundiaí sob orientação de seu pai e do professor Antonio Guedes.  Graduou-se em música na Universidade de São Paulo (USP) em 1987, estudando com Edelton Gloeden e Henrique Pinto.  Em 1990, continuou seus estudos sob a orientação de Michel Lewin na Royal Academy of Music em Londres, onde obteve seu mestrado em música pela Universidade de Londres e participou da série de master-classes de Julian Bream.
Fabio foi vencedor do 30º concurso “Francisco Tárrega” e do 14º Concurso da Fundação Americana de Violão (GFA).  Recebeu o Prêmio Moinho Santista em 1997, o Prêmio Carlos Gomes em 2005, o Prêmio Bravo! em 2010 e foi também indicado ao Grammy Latino em 2011 pela gravação do Concerto para Violão e Orquestra de Francis Hime junto à OSESP.
Em 2008 recebeu o título de Associate da Royal Academy of Music em Londres, onde também atua como professor visitante.
Desde 2013 atua também como coordenador artístico-pedagógico do Festival Internacional de Inverno de Campos do Jordão, onde leciona desde 1999.

## Discografia
- Latin American Sonatas: Guastavino, Miranda, Ardévol, Ginastera, Fernandez, Fariñas EGTA, 1997
- Heitor Villa-Lobos: The Complete Solo Guitar Works. Music Masters, 1997
- Guitar Recital: Tarrega, Bach, Faria, Mertz, Ponce. Naxos, 1998 (reeditado na Itália: Seicorde, 2004)
- Les Enfants du Siècle. Trilha sonora de Luís Bacalov. Decca, 2000
- Tangos and Choros (com Marcelo Barboza, flauta): Piazzolla, Gnattali, Villa-Lobos, Pujol, Côrtes Meridian, 2002
- Jan van der Roost: Trumpet and Guitar Concertos, Phaedra Records 2004
- Domenico Scarlatti: Sonatas. Musical Heritage, 2006
- Francis Hime e Nelson Ayres - OSESP: Nelson Ayres, Francis Hime, Fábio Zanon, John Neschling. Biscoito Fino, 2010 (indicado ao Latin Grammy 2011)
- The Romantic Guitar: Schumann, Mendelssohn, Regondi, Bobrowicz, Coste, Liszt. Guitar Coop, 2015
- Spanish Music: Albeniz, Granados, Malats. Guitar Coop, 2016
- Americas. Guitar Coop, 2018
- Francisco Mignone’s 12 Etudes for Guitar, Guitar Coop, 2022

1. ↑  «Fábio Zanon: VILLA-LOBOS – OBRAS COMPLETAS PARA VIOLÃO SOLO». Consultado em 6 de janeiro de 2011. Arquivado do original em 4 de julho de 2011
2. 1 2  «Artists Profiles: Fábio Zanon(em inglês)». Consultado em 4 de maio de 2010
3. ↑  «12a Entrega Anual del Latin GRAMMY». Latin GRAMMYs (em inglês). Consultado em 28 de janeiro de 2021
4. ↑  «Royal Academy of Music: Guitar Staff(em inglês)». Consultado em 4 de maio de 2010
5. ↑  «Festival de Inverno Campos do Jordão». Consultado em 28 de janeiro de 2021